# Anchoa delicatissima
Anchoa delicatissima är en fiskart som först beskrevs av Girard, 1854.  Anchoa delicatissima ingår i släktet Anchoa och familjen Engraulidae. IUCN kategoriserar arten globalt som livskraftig. Inga underarter finns listade i Catalogue of Life.